# SS Königin Luise (1913)
Pour les autres navires du même nom, voir SS Königin Luise.
Le Königin Luise est un navire à passagers de la HAPAG transformé par la Kaiserliche Marine pour servir de mouilleur de mines pour la Première Guerre mondiale.
Le Königin Luise est coulé lors de sa première mission par le HMS Amphion, croiseur éclaireur de la Royal Navy. Ce dernier coule le lendemain à cause d'une mine posée la veille. Ce sont les premiers navires perdus par les deux marines militaires.

## Histoire
Le Königin Luise, baptisée en hommage à Louise de Mecklembourg-Strelitz, l'épouse de l'empereur Frédéric-Guillaume III, est le deuxième navire de la HAPAG équipé d'un entraînement à turbine après le Kaiser. Le navire à passagers, équipé pour la première fois dans la construction navale allemande d'un convertisseur de couple, est lancé le 8 mai 1913 au chantier naval Vulcan à Stettin et mis en service le 29 septembre 1913. La HAPAG utilise le navire pour des voyages en bord de mer à Heligoland et, à partir du 27 janvier 1914, également en Méditerranée dans le « service Riviera » entre Gênes et Nice, où le Kaiser fut utilisé pour la première fois l'année précédente. Le 31 juillet 1914, la Königin Luise fait un dernier voyage à Helgoland.
Le 1er août 1914, le navire est réquisitionné par la Kaiserliche Marine et, comme déjà pris en compte lors de la construction, converti à Cuxhaven en navire à vapeur auxiliaire B. Pour son usage militaire, la coque est peinte en noir en plus des couleurs civils chamois et jaune et le navire est d'abord équipé de deux canons revolver de calibre 3,7 cm afin de permettre une opération surprise immédiate. Un armement plus fort de deux canons de 8,8 cm devait alors être installé à Wilhelmshaven.
Avec 200 mines marines à bord, le navire quitte Emden sous les ordres du capitaine de corvette Biermann le 4 août 1914 pour poser des mines dans l'estuaire de la Tamise. Des navires de pêche britanniques le repèrent poser les mines. On informe le croiseur britannique Amphion, qui quitte Harwich le 5 août et est accompagné d'une escadre de 16 destroyers de classe Laforey (en). Le commandant britannique, le capitaine Cecil H.Fox, envoie quatre destroyers pour intercepter le navire allemand. Il est repéré à 10 h 25. Il tente de s'échapper mais est pris sous un feu nourri par les destroyers Lance, Linnet, Landrail et Lark, ainsi que l’Amphion. Le feu des destroyers est inefficace jusqu'à ce que l’Amphion se rapproche à une portée de 6 400 m et commence à frapper le navire allemand vers 11 h 15. Le commandant allemand fait alors ouvrir les vannes et ordonne l'abandon du navire, car il ne peut pas échapper aux destroyers et une défense efficace n'est pas possible. Le Königin Luise incendié coule à 12 h 22. 46 hommes sont sauvés des navires britanniques, le nombre de morts varie entre 54 et plus de 100.
La flottille poursuit sa patrouille jusqu'à ce qu'elle atteigne la côte hollandaise vers 21 h et rentre chez elle. Fox est incertain quant à l'emplacement des mines posées par le Königin Luise et trace un cours de 13 km à l'ouest de l'endroit supposée des mines.
Mais l'estimation de Fox est fausse. À 6 h 35, l’Amphion percute une mine qui explose au niveau de la timonerie. L'explosion met le feu à son gaillard d'avant et casse la quille du navire. Le destroyer Linnet tente de remorquer le croiseur, mais une fissure profonde sur son pont supérieur montré que la coque se courbe gravement, Fox ordonne à son équipage d'abandonner le navire. Peu de temps après, la sainte-barbe avant explose, ce qui propulse un canon de 4 pouces en l'air qui rate de peu le Linnet. L'un des obus de l’Amphion éclate sur le pont du destroyer Lark, tuant deux de ses hommes et le seul prisonnier allemand sauvé de l’Amphion. L’Amphion coule rapidement dans les 15 minutes suivant l'explosion, causant la perte de 151 membres de l'équipage, ainsi que 18 survivants du Königin Luise.